# Lalim
Lalim é uma vila portuguesa sede da Freguesia de Lalim do Município de Lamego, freguesia com 7,22 km² de área e 659 habitantes (censo de 2021), tendo, por isso, uma densidade populacional de 91,3 hab./km².
A povoação de Lalim foi elevada à categoria de vila em 1995.

## História
No século XIV pertenceu ao concelho de Castro Rei. Teve foral, dado por D. Manuel em 8 de Julho de 1514, foi vila e sede de concelho até 1834, data da sua extinção. Era constituído apenas pela freguesia da sede e tinha, em 1801, 648 habitantes. A partir dessa data, passou para o concelho de Tarouca. Com a extinção deste, em 1896, passou a fazer parte do concelho de Lamego.
Foi em Lalim que o Conde D. Pedro, filho ilegítimo de D. Dinis, residiu mais longamente, na sua casa senhorial, o Paço de Lalim, onde compôs o famoso Livro das Cantigas.[carece de fontes?]

## Demografia
Nota: Nos censos de 1864 a 1890 pertencia ao concelho de Tarouca, tendo passado o concelho de Lamego por decreto de 26/06/1896, que extinguiu o concelho de Tarouca.
A população registada nos censos foi:
| Distribuição da População por Grupos Etários | Distribuição da População por Grupos Etários | Distribuição da População por Grupos Etários | Distribuição da População por Grupos Etários | Distribuição da População por Grupos Etários |
| -------------------------------------------- | -------------------------------------------- | -------------------------------------------- | -------------------------------------------- | -------------------------------------------- |
| Ano                                          | 0-14 Anos                                    | 15-24 Anos                                   | 25-64 Anos                                   | > 65 Anos                                    |
| 2001                                         | 152                                          | 154                                          | 422                                          | 184                                          |
| 2011                                         | 91                                           | 76                                           | 384                                          | 178                                          |
| 2021                                         | 59                                           | 64                                           | 342                                          | 194                                          |

## Património
- Pelourinho de Lalim[7]

## Toponímia
"No tempo da romanização, um indivíduo de nome Lalinus (hipocorístico de Lalus, nome vulgar ainda no séc. XI) fundou aqui a sua "Villa Labini" genitivo que fixou o nome do lugar."[carece de fontes?]